# اسون میکسر
اسون میکسر (استونیایی: Sven Mikser؛ زادهٔ ۸ نوامبر ۱۹۷۳) سیاست‌مدار اهل استونی است.
وی از سال ۲۰۱۶ تا ۲۰۱۹ وزیر امور خارجه استونی و از سال ۲۰۱۴ تا ۲۰۱۵ و از سال ۲۰۰۲ تا ۲۰۰۳ وزیر دفاع استونی بوده است.